# كلاتة أخوند (فريمان)
كلاتة أخوند (بالفارسية: کلاته آخوند) هي قرية تقع في قسم فريمان الريفي في إيران. يقدر عدد سكانها بـ 186 نسمة بحسب إحصاء 2016.